# Java Card
Java Card（ジャバカード）は、サン・マイクロシステムズが開発したICカードプラットフォーム。1996年に発表された。アメリカ国防総省の身分証カードとして採用された事例もある。

## 概要
Java Cardテクノロジーを使用すると、スマートカードなどの電力やメモリがごく限られたデバイスで、Javaテクノロジーを利用した小さなアプリケーション（アプレットと呼ばれる）を実行することができる。
Java Cardアプリケーション環境はスマートカード製造業者にライセンスされる。Java Card APIは正式な国際標準や業界固有の標準と互換性がある。
Java Card API仕様に従ったJava Cardアプレットであれば、Java Cardアプリケーション環境を使用して開発された他社製カードでも動作する。1枚のカードで1つ以上のアプレットが動作できる。カードが顧客に発行された後で、新たなアプレットをカードにインストールできる。
様々なICカードが流通するようになった21世紀において、日常生活に深く浸透している技術である。